# Hunerik
Hunerik (ca. 420 - 23 december 484) was koning van het Vandaalse rijk tussen 477 en 484. Hij was de oudste zoon van Geiserik en was getrouwd met Eudocia, de dochter van de Romeinse keizer Valentinianus III, die hem in 472 weer verliet. Hij staat bekend als een meedogenloze koning die de christenen in Afrika fanatiek vervolgde.

## Vroege jaren
Hunerik werd omstreeks 420 in Spanje is geboren, nog voor de Vandaalse overtocht naar Afrika. Hij verbleef een aantal jaren als gijzelaar aan het West-Romeinse hof als onderdeel van het vredesverdrag dat zijn vader met de Romeinen sloot in 435. Rond 437 verloofde hij zich met de dochter van de Visigotische koning Theodorik I met wie hij ook trouwde. Zijn vader Geiserik ontbond echter het huwelijk en stuurde de bruid verminkt terug naar haar vader, omdat ze hem naar verluidt probeerde te vergiftigen. In 442 werd hij verloofd met de pas driejarige prinses Eudocia (439-466/474), de dochter van keizer Valentinianus III (419-455).

## Binnenlands beleid
Van Hunerik is bekend dat deze al spoedig na de opvolging van zijn vader diens raadslieden aan de kant schoof en zich hoofdzakelijk bezighield met interne zaken. Hunerik was een fanatieke aanhanger van het ariaanse christendom en hij voerde een hard pro-ariaans en anti-katholiek beleid. Aan het begin van zijn regeerperiode was hij tolerant ten opzichte van de katholieke christenen en werden alleen de Manichese christenen door hem vervolgd. Maar al spoedig werden ook de katholieken achtergesteld. Hij probeerde hun bezittingen tot de staat te laten vervallen, maar toen dit te veel protesten opleverde van de Romeinse keizer begon hij een groot aantal katholieken naar het platteland te verbannen. In 483 liet Hunerik duizenden katholieke personen, geestelijken en leken, uit de provincie Byzacena verbannen en overbrengen naar de woestijn van Numidië. Het werd een ware dodentocht. Velen stierven aan de ontberingen. De bannelingen werden geconcentreerd in de steden Sicca, Veneria en Lares.
Op 1 februari 484 organiseerde hij een synode tussen katholieke en ariaanse bisschoppen. De voorzitter was de ariaanse patriarch Kyrila, en het gesprek leverde dus niets op. Het tegendeel gebeurde, want op 24 februari 484 verklaarde Hunerik de katholieke leer van de wezensgelijkheid tot een valse leer en daarmee de katholieken tot ketters. De vervolgingen werden alsmaar heviger: bisschoppen werden verbannen, anderen tot dwangarbeid veroordeeld, het katholiek geloof werd verboden, kerken onteigend en overgedragen aan de arianen.
Hunerik was niet alleen meedogenloos ten opzichte van de katholieken. Ook zijn eigen familie moest het ontgelden. Gedurende zijn bewind liet Hunerik veel leden van de Asdingse dynastie vermoorden.

## Buitenlands beleid
De vader van Hunerik was er gedurende zijn lange regeerperiode in geslaagd de Vandalen als vrij onbelangrijk Germaans volk op te stuwen tot een belangrijke macht in de Middellandse Zee. Ook had Geiserik goede relaties opgebouwd met andere staten en genoot zelfs het respect van zijn tegenstanders. Hunerik genoot dit respect niet maar handhaafde zich puur door terreur. De Vandalen behielden onder Hunerik weliswaar hun superioriteit op zee, maar in de binnenlanden van Africa was hun invloed tanende. Gedurende Huneriks bewind slaagden de Moren erin een aantal Vandaalse buitenposten langs de Noord-Afrikaanse kust te veroveren. Het gevolg hiervan was dat de Vandalen over land de verbinding kwijtraakten tussen het kerngebied van hun rijk rond Carthago en het ten westen daarvan gelegen Tanger.
Hunerik was de eerste Vandaalse koning die zich zowel koning van de Vandalen als de Alanen noemde. Weinig van zijn volk waren rouwig om zijn dood in 484. Hij werd opgevolgd door zijn neef Gunthamund.
Wisimar · Godigisel · Gunderik · Geiserik · Hunerik · Gunthamund · Thrasamund · Hilderik · Gelimer